# Abrocomaphthirus longus
Abrocomaphthirus longus är en insektsart som först beskrevs av Werneck 1948.  Abrocomaphthirus longus ingår i släktet Abrocomaphthirus och familjen ledlöss. Inga underarter finns listade i Catalogue of Life.